# Радио Вива
Радио Вива е българско радио за дискотечна музика, излъчващо на честота 94.0 МHz в София (от 2002 г. на 93.9 MHz). Радиото е създадено на 22 април 1994 година. Екипът на радиото създава първата музикална станция, различна от формата „news & talk“, който копират останалите радиостанции по това време. Радио Вива поставя началото на дискотечните, непознати дотогава радиостанции в България, излъчващи най-вече евроденс музика.
В първия екип на Радио Вива са Боян Христов, Виктор Костов, Радостина Минчева, Иван Ласков, Ивайло Георгиев, Николай Коцев, Веселин Василев, Росен Димов, Любомир Коцев и Йоана Илиева. По-късно се присъединяват Владимир Антонов, Юлиян Огнянов и Михаил Бакърджиев, а в последната година и Боби Цанков.
Началото на деня с Радио Вива започва със Сутрешния блок „Радиобудилник“ с Боян Христов с много настроение и Преглед на печата, Хороскоп, Новини и неизменния поздрав за рождениците точно в 10.00 часа.
Следобедът „По никое време“ е запазена територия за DJ-те, а „100% денс Адреналин“ е поздравителният концерт, в който слушателите сами избират музиката.
Девизът на Радио Вива е „Радиото, което разбива Вашето лошо настроение!“
През март 2005 г. Радио Вива стана част от новата радиоверига HOT FM. През 2006 г. част от екипа на Радио Вива се изместват от ефир досегашната програма на Hot FM и започва излъчване на програма под мотото „Музикалният лидер се завръща за първото място в София“. От 15 август 2007 г. на 93.9 MHz в София се излъчва Радио Мелъди. Радио „Мелъди“ се мести на 93.4 MHz, На 93.9 MHz стартира новата информационна програма на Радио „К2“.